# Apátistvánfalva
Apátistvánfalva là một thị trấn thuộc hạt Vas, Hungary. Thị trấn này có diện tích 12,86 km², dân số năm 2010 là 359 người, mật độ 28 người/km².